# Amadou Haidara
Amadou Haidara (* 31. Januar 1998 in Bamako) ist ein malischer Fußballspieler.

## Karriere

### Vereine
Haidara begann seine Karriere in der JMG Academy Bamako. Im Juli 2016 wechselte er zum österreichischen Bundesligisten FC Red Bull Salzburg, wurde jedoch direkt auf Kooperationsbasis an den Zweitligisten FC Liefering verliehen. Sein Debüt in der zweiten Liga gab er am dritten Spieltag der Saison 2016/17 gegen den LASK Linz, als er in der Halbzeitpause für Gideon Mensah eingewechselt wurde. In jenem Spiel konnte er in Minute 48 zum zwischenzeitlichen 2:2 einnetzen.
Nach über 20 Spielen für Liefering debütierte er im April 2017 für den FC Red Bull Salzburg, als er im Viertelfinale des Cups gegen die Kapfenberger SV in der 104. Minute für Stefan Stangl eingewechselt wurde. In jenem Spiel erzielte er den Treffer zum 2:1-Endstand.
Im selben Monat gab Haidara auch sein Debüt für die „Bullen“ in der Bundesliga, als er am 28. Spieltag gegen den SK Sturm Graz in der Nachspielzeit für Valon Berisha eingewechselt wurde. Mit der U-19-Mannschaft der Salzburger gewann er in der Saison 2016/17 die UEFA Youth League. In der Qualifikation zur UEFA Champions League 2017/18 kam Haidara in zwei der vier Spiele zum Einsatz. Auch in den durch die Nichtqualifikation folgenden Play-offs zur UEFA Europa League 2017/18 bestritt er beide Spiele gegen den FC Viitorul Constanța und erzielte dabei im Rückspiel sein erstes Tor in diesem Wettbewerb. Auch in der darauffolgenden Gruppenphase und in der K.-o.-Phase wurde er regelmäßig eingesetzt. In der internationalen Saison kam er auf 14 Spiele, bei denen er 2 Tore erzielte.
Vor der Saison 2018/19 verlängerte Haidara seinen Vertrag bis zum 30. Juni 2022. Ende November 2018 zog er sich einen Riss des hinteren Kreuzbandes im linken Knie zu.
Zum 1. Januar 2019 wechselte Haidara in die deutsche Bundesliga zu RB Leipzig. Er unterschrieb einen Vertrag mit einer Laufzeit bis zum 30. Juni 2023. Erstmals lief er für die Sachsen in einem Pflichtspiel am 26. Spieltag gegen den FC Schalke 04 nach einer Einwechslung für Kevin Kampl auf. Auch wegen einer längeren Verletzungspause von Konrad Laimer gelang dem vormaligen Ergänzungsspieler Haidara in der Saison 2020/21 der Sprung zum Stammspieler. Von insgesamt 48 Pflichtspielen der Leipziger verpasste er in dieser Spielzeit lediglich 5 Partien infolge einer Infektion mit dem Virus SARS-CoV-2 im Herbst 2020. Im Mai 2021 wurde sein Vertrag vorzeitig bis 2025 verlängert. Im März 2024 erfolgte die vorzeitige Verlängerung des Vertrages bis 30. Juni 2026.

### Nationalmannschaft
Haidara nahm mit der malischen U-17-Mannschaft an der Weltmeisterschaft 2015 teil. Dort gab er auch am 15. Oktober 2015 sein Debüt im Gruppenspiel gegen Belgien. Später verlor er mit Mali das Finale gegen Nigeria mit 0:2. Nach drei Spielen in der U-20-Nationalmannschaft gab er am 6. Oktober 2017 sein Debüt in der A-Nationalmannschaft im WM-Qualifikationsspiel gegen die Elfenbeinküste, als er in der 79. Minute für Yves Bissouma eingewechselt wurde.

## Erfolge
FC Red Bull Salzburg
- Österreichischer Meister: 2017, 2018, 2019
- Österreichischer Cupsieger: 2017
- UEFA Youth League: 2017

RB Leipzig
- DFB-Pokal-Sieger: 2022, 2023

Individuell
- Nominierung für die Kopa-Trophäe: 2018 (9. Platz)